# Maria Ozawa
Maria Ozawa (小澤マリア) også kendt som Miyabi (født 8. januar 1986) er en japansk pornostjerne som havde sin debut i pornoindustrien i den sidste halvdel af 2005. Ozawa er unik med sin halvt japanske, halvt canadiske etnicitet, hvilket har givet hende et eksotisk udseende som mange mener er grunden til hendes succes.
Hun startede sin karriere som model for siden shirouto-teien.com, hvilket resulterede i flere fotoserier og to hardcore gonzo videoer.  Hun skrev dernæst kontrakt med firmaet S1, hvor hun for første gang medvirkede i videoen New Face i oktober 2005.  S1 har efterfølgende udgivet en ny Ozawa video hver måned.  Hun har også medvirket i flere videosamlinger , heriblandt firmaets bidrag i AV Open 2006, en konkurrence mellem japanske pornografiselskaber hvis mål er at se hvilket selskab der kan producere den bedst sælgende video.  Videosamlingen hvor Maria Ozawa, blandt andre, medvirkede vandt førstepladsen.  Hun har lavet flere fotobøger og glamourvideoer hvori hun er nøgen, men ikke har sex.

## Filmografi
- ナンバーワンスタイル (Number One Style)
- 美しきパコパコ (Beautiful Coming)
- 誘惑エロティックFUCK (Temptation Erotic Fuck)
- ６つのコスチュームでパコパコ！(6 Costume Sex)
- 小澤マリア　ギリギリモザイク (Maria Osawa "Barely There" Mosaic)
- SEX　ON　THE　BEACH～南の島でパコパコ！ (Sex on the Beach – Southern Island Sex)
- 淫らな肉体 (Lewd Flesh)
- 学校でセックスしよっ♥ (Let's Do It At School)
- Wギリギリモザイク (Barely There Mosaic)
- 小澤マリア/ネイキッドビーナス 小澤マリア (Naked Venus)
- ギリギリモザイク　ギリギリモザイク６本番　小澤マリア (Giri Giri Mosaic 6 Real Sex Acts)

## Trivia
- Ozawa spiller både guitar og landhockey.
- Hun er dimitteret fra Christian Academy in Japan (CAJ) .